# JAG (serial telewizyjny)
JAG: Wojskowe Biuro Śledcze (tytuł oryginału: JAG) – amerykański serial telewizyjny emitowany w Stanach Zjednoczonych przez stację CBS od 23 września 1995 do 29 kwietnia 2005, a w Polsce z przerwami przez TVP1, Polsat i TVN7 od 11 marca 1997 do 26 października 2012, a także Universal Channel. Twórcą serialu był Donald P. Bellisario.

## Fabuła

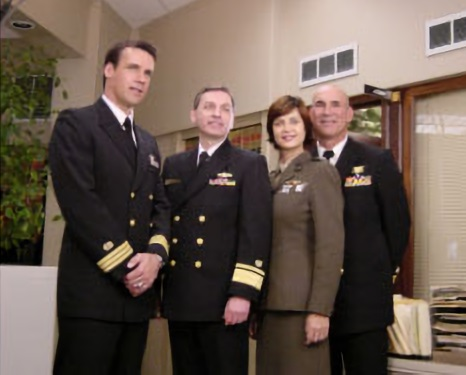
Główna obsada serialu w towarzystwie kontradmirała Donalda Gutera (drugi z lewej), ówczesnego dowódcy prawdziwego JAG (luty 2001 r.)

Główni bohaterowie to śledczy pracujący w JAG (skrót od angielskiej nazwy urzędu Judge Advocate General, w przybliżeniu oznaczającej „wojskowe biuro śledcze”): komandor Harmon Rabb (David James Elliott) i major, a następnie podpułkownik, Sarah MacKenzie (Catherine Bell) oraz ich technokratyczny szef admirał A.J Chegwiden (John M. Jackson).
Tematyka odcinków jest zróżnicowana: główni bohaterowie z zawodu są prawnikami – więc często prowadzą sprawy wojskowe dotyczące żołnierzy służących w armii amerykańskiej. Jednocześnie niektóre odcinki serialu JAG mają fabułę czysto sensacyjną, w której to prawnicy biura uczestniczą np. w akcjach antyterrorystycznych czy nawet pracują jako szpiedzy w obcych państwach. W serialu powtarzają się jednak główne wątki: Harmon Rabb pragnie odnaleźć swojego ojca, który zaginął gdzieś w Azji podczas akcji wojskowej. Obecne są też problemy postaci drugoplanowych: nieporadny życiowo Bud Roberts dorasta do bycia ojcem i prawnikiem, a ppłk MacKenzie boryka się z problemami z mężczyznami.
Długi czas produkcji (ponad 10 lat) i w rezultacie 10 serii serialu pozwoliło wpleść w fabułę wydarzenia z bieżących sytuacji na świecie, m.in. losy żołnierzy odbywających służbę w Afganistanie i Iraku. W 20. i 21. odcinku ósmej serii zadebiutowali bohaterowie późniejszego serialu pobocznego, Agenci NCIS.

## Obsada

### Role główne
- David James Elliott jako Harmon Rabb (wszystkie 227 odcinków)
- Catherine Bell jako Sarah MacKenzie (206 odcinków)
- Patrick Labyorteaux jako Bud Roberts (208 odcinków)
- John M. Jackson jako A.J. Chegwidden (189 odcinków)
- Karri Turner jako Harriet Sims (112 odcinków)
- Chuck Carrington jako Jason Tiner (99 odcinków)

### Role drugoplanowe
- Scott Lawrence jako Sturgis Turner (77 odcinków)
- Zoe McLellan jako Jennifer Coates (63 odcinki)
- Randy Vasquez jako Victor Gunny Galindez (51 odcinków)
- Trevor Goddard jako Mic Brumby (43 odcinki)
- Steven Culp jako Clayton Webb (41 odcinków)
- Nanci Chambers jako Loren Singer (41 odcinków)
- Paul Collins jako Alexander Nelson (31 odcinków)
- Michael Bellisario jako Mike Mikey Roberts (29 odcinków)
- Cindy Ambuehl jako Rene Peterson (24 odcinki)
- Tracey Needham jako Meg Austin (22 odcinki)
- Harrison Page jako Stiles Morris (22 odcinki)
- Jennifer Savidge jako Amy Helfman (21 odcinków)

| Nazwisko            | Organizacja     | Grany(a) przez      | Funkcja                     | Sezony    | Sezony | Sezony    | Sezony    | Sezony    | Sezony    | Sezony    | Sezony    | Sezony    | Sezony     | Sezony |
| Nazwisko            | Organizacja     | Grany(a) przez      | Funkcja                     | 1 (95/96) | 2 (97) | 3 (97/98) | 4 (98/99) | 5 (99/00) | 6 (00/01) | 7 (01/02) | 8 (02/03) | 9 (03/04) | 10 (04/05) |        |
| ------------------- | --------------- | ------------------- | --------------------------- | --------- | ------ | --------- | --------- | --------- | --------- | --------- | --------- | --------- | ---------- | ------ |
| Harmon Rabb         | Marynarka       | David James Elliott | Adwokat Biura Śledczego JAG | Główny    | Główny | Główny    | Główny    | Główny    | Główny    | Główny    | Główny    | Główny    | Główny     |        |
| Meg Austin          | Marynarka       | Tracey Needham      | Adwokat Biura Śledczego JAG | Główny    |        |           |           |           |           |           |           |           |            |        |
| Sarah MacKenzie     | Piechota morska | Catherine Bell      | Adwokat Biura Śledczego JAG |           | Główny | Główny    | Główny    | Główny    | Główny    | Główny    | Główny    | Główny    | Główny     |        |
| Bud J. Roberts, Jr. | Marynarka       | Patrick Labyorteaux | Adwokat Biura Śledczego JAG | 2-plan.   | Główny | Główny    | Główny    | Główny    | Główny    | Główny    | Główny    | Główny    | Główny     |        |
| A.J. Chegwidden     | Marynarka       | John M. Jackson     | Szef Biura Śledczego JAG    | 2-plan.   | Główny | Główny    | Główny    | Główny    | Główny    | Główny    | Główny    | Główny    |            |        |
| Sturgis Turner      | Marynarka       | Scott Lawrence      | Adwokat Biura Śledczego JAG |           |        |           |           |           |           | 2-plan.   | 2-plan.   | 2-plan.   | Główny     |        |
| Jennifer Coates     | Marynarka       | Zoe McLellan        | Adwokat Biura Śledczego JAG |           |        |           |           |           |           | 2-plan.   | 2-plan.   | 2-plan.   | Główny     |        |

## Pozostałe informacje
- David James Elliott (Harmon „Harm” Rabb, Jr.) i Patrick Labyorteaux (Bud Roberts, Jr.) są jedynymi członkami obsady, którzy występowali w serialu przez cały czas jego produkcji.
- Catherine Bell wystąpiła w 20. odcinku pierwszej jako porucznik Diane Schonke, którą zastrzelono na parkingu w samochodzie. W drugiej serii objęła rolę Sarah MacKenzie, którą grała do końca serialu.
- W trakcie prac nad serialem użyto niewykorzystane ujęcia z filmów Top Gun i Polowanie na Czerwony Październik.
- David James Elliott wyreżyserował trzy odcinki serialu: Lifelines, Take It Like A Man, There Goes The Neighborhood. Natomiast Patrick Labyorteaux napisał scenariusz do odcinka JAG TV.
- Odcinki 20 i 21 ósmej serii są jednocześnie odcinkami pilotowymi serialu Agenci NCIS, stworzonego przez D. Bellisario[1]. Powiązane są z nim seriale: Agenci NCIS: Nowy Orlean, Agenci NCIS: Los Angeles i Hawaii Five-0.

- Serial emitowany był w ponad 90 państwach.